# Białko wiążące androgeny
Białko wiążące androgeny (ABP) – białko wydzielane przez komórki Sertolego, które utrzymuje wysokie stężenie testosteronu w kanalikach nasiennych i drogach wyprowadzających.